# Fourbass Lake
Fourbass Lake är en sjö i Kanada.   Den ligger i Timiskaming District och provinsen Ontario, i den sydöstra delen av landet, 300 km nordväst om huvudstaden Ottawa. Fourbass Lake ligger 271 meter över havet. Arean är 4,4 kvadratkilometer. Den sträcker sig 6,4 kilometer i nord-sydlig riktning, och 4,2 kilometer i öst-västlig riktning.
I omgivningarna runt Fourbass Lake växer i huvudsak blandskog. Trakten runt Fourbass Lake är nära nog obefolkad, med mindre än två invånare per kvadratkilometer.